# Jutrznia
Jutrznia (łac. Laudes, gr. orthros) – w Kościele katolickim część Liturgii godzin odmawiana około wschodu Słońca. Częstym zwyczajem jest łączenie Jutrzni razem z Wezwaniem (łac. Invitatorium) lub Godziną czytań (łac. Officium lectionis, dawniej Matutinum). 
Przed reformami liturgicznymi drugiej połowy XX w. w języku polskim na Laudesy mówiło się Chwalba albo Chwałki, co jest dość wiernym przekładem nazwy łacińskiej. Po reformie w polskiej wersji Liturgii Godzin nadano Laudesom nazwę Jutrznia, która wcześniej oznaczała godzinę nazywaną po łacinie Matutinum, obecnie zaś nazywa się Godziną Czytań.
Zgodnie z nazwą, główną funkcją Laudesów jest pochwała Boga za nowy dzień. Jutrznia celebrowana o wschodzie Słońca jest też wspomnieniem Zmartwychwstania Pańskiego, ponieważ o tej porze zmartwychwstały Chrystus ukazał się niewiastom, a wschodzące Słońce jest obrazem zmartwychwstałego Zbawiciela oświecającego całą ludzkość blaskiem swojego powstania. 
W odnowionej Liturgii Godzin w obrządku rzymskim zniesiono Prymę, czyli pierwszą z tzw. Godzin mniejszych. Zawierała ona modlitwy o uświęcenie zaczynającego się dnia i o Bożą opiekę na cały dzień. W związku z jej zniknięciem z nowego Oficjum Laudesy przejęły także część funkcji Prymy. 
W prawosławiu nabożeństwo sprawowane między Nokturnem (gr. Mesonitktikon, inaczej „Nabożeństwo środka nocy”) a Prymą (łac. Prima, inaczej pierwszą godziną kanoniczną), w praktyce jest to pierwsze nabożeństwo danego dnia, które powinno rozpoczynać się przed wschodem słońca.
Części składowe Jutrzni w katolicyzmie (obrządek rzymski) w odnowionej Liturgii Godzin:
- hymn wybierany w zależności od tygodnia psałterza lub obchodu liturgicznego;
- psalmodia złożona z psalmu porannego, kantyku starotestamentalnego i psalmu wielbiącego;
- czytanie z Pisma Świętego;
- responsorium;
- kantyk Zachariasza (Benedictus) wraz z antyfoną odpowiadającą obchodowi liturgicznemu;
- prośby o uświęcenia dnia i pracy;
- Ojcze Nasz;
- modlitwa końcowa.

Utwór o tym tytule napisał Krzysztof Penderecki.